# Villers-Buzon
Pour les articles homonymes, voir Villers.
Villers-Buzon est une commune française située dans le département du Doubs, la région culturelle et historique de Franche-Comté et la région administrative Bourgogne-Franche-Comté.

## Géographie

### Climat
Pour des articles plus généraux, voir Climat de la Bourgogne-Franche-Comté et Climat du Doubs.
En 2010, le climat de la commune est de type climat des marges montargnardes, selon une étude du Centre national de la recherche scientifique s'appuyant sur une série de données couvrant la période 1971-2000. En 2020, Météo-France publie une typologie des climats de la France métropolitaine dans laquelle la commune est exposée à un climat semi-continental et est dans la région climatique  Jura, caractérisée par une forte pluviométrie en toute saison (1 000 à 1 500 mm/an), des hivers rigoureux et un ensoleillement médiocre. 
Pour la période 1971-2000, la température annuelle moyenne est de 10,5 °C, avec une amplitude thermique annuelle de 17,3 °C. Le cumul annuel moyen de précipitations est de 1 086 mm, avec 12,8 jours de précipitations en janvier et 9,3 jours en juillet. Pour la période 1991-2020, la température moyenne annuelle observée sur la station météorologique de Météo-France la plus proche, « Dannemarie-sur-Crète », sur la commune de Dannemarie-sur-Crète à 3 km à vol d'oiseau, est de 11,3 °C et le cumul annuel moyen de précipitations est de 1 066,6 mm. 
La température maximale relevée sur cette station est de 39,9 °C, atteinte le 25 juillet 2019 ; la température minimale est de −22 °C, atteinte le 9 janvier 1985,,. 
Les paramètres climatiques de la commune ont été estimés pour le milieu du siècle (2041-2070) selon différents scénarios d'émission de gaz à effet de serre à partir des nouvelles projections climatiques de référence DRIAS-2020. Ils sont consultables sur un site dédié publié par Météo-France en novembre 2022.

## Urbanisme

### Typologie
Au 1er janvier 2024, Villers-Buzon est catégorisée commune rurale à habitat dispersé, selon la nouvelle grille communale de densité à 7 niveaux définie par l'Insee en 2022.
Elle est située hors unité urbaine. Par ailleurs la commune fait partie de l'aire d'attraction de Besançon, dont elle est une commune de la couronne,. Cette aire, qui regroupe 310 communes, est catégorisée dans les aires de 200 000 à moins de 700 000 habitants,.

### Occupation des sols
L'occupation des sols de la commune, telle qu'elle ressort de la base de données européenne d’occupation biophysique des sols Corine Land Cover (CLC), est marquée par l'importance des territoires agricoles (73,7 % en 2018), en diminution par rapport à 1990 (82,1 %). La répartition détaillée en 2018 est la suivante : zones agricoles hétérogènes (33,6 %), terres arables (27,6 %), forêts (17,9 %), prairies (12,6 %), zones urbanisées (8,4 %). L'évolution de l’occupation des sols de la commune et de ses infrastructures peut être observée sur les différentes représentations cartographiques du territoire : la carte de Cassini (XVIIIe siècle), la carte d'état-major (1820-1866) et les cartes ou photos aériennes de l'IGN pour la période actuelle (1950 à aujourd'hui).

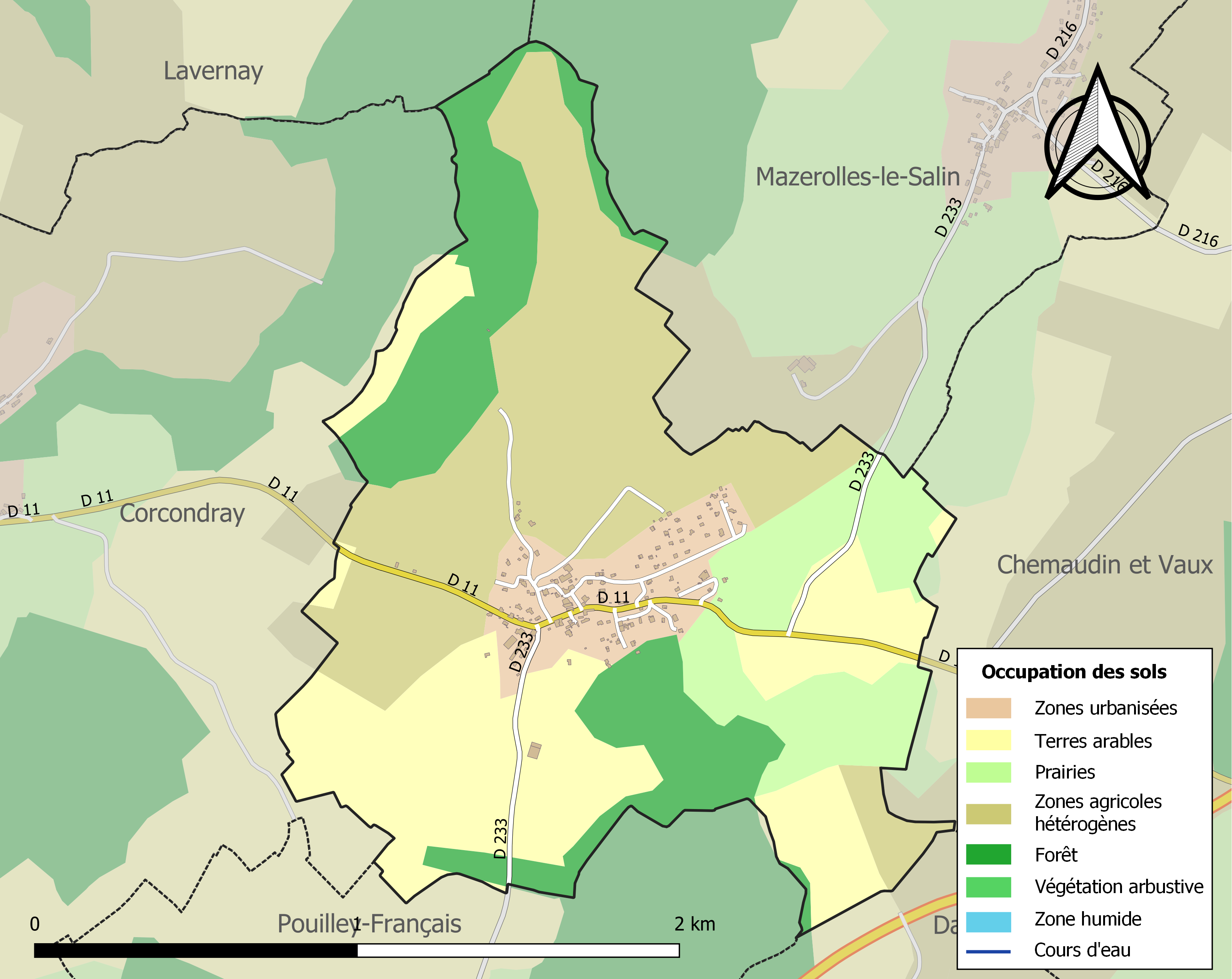
Carte des infrastructures et de l'occupation des sols de la commune en 2018 (CLC).

## Toponymie
Le lieu était dénommé In villa Boyonis en 1096 ; Villerbezon en 1236 ; Villare Busonis au XIIe siècle ; Veler Buzom en 1294 ; de Vilario Boisone en 1308 ; Viller buson en 1403 ; Villerbuzon en 1584 ; Villerbozon en 1665.

## Politique et administration

### Rattachements administratifs et électoraux
La commune se trouve dans l'arrondissement de Besançon du département du Doubs. Pour l'élection des députés, elle fait partie depuis 1986 de la première circonscription du Doubs.
Elle faisait partie depuis 1801 du canton d'Audeux. Dans le cadre du redécoupage cantonal de 2014 en France, la commune est désormais rattachée au canton de Saint-Vit.

### Intercommunalité
La commune était membre de la petite communauté de communes du val Saint-Vitois, créée fin 2001.
Dans le cadre des dispositions de la loi portant nouvelle organisation territoriale de la République (Loi NOTRe) du 7 août 2015, qui prévoit que les établissements publics de coopération intercommunale (EPCI) à fiscalité propre doivent avoir un minimum de 15 000 habitants (et 5 000 habitants en zone de montagnes), le préfet du Doubs a arrêté le nouveau schéma départemental de coopération intercommunale (SDCI) qui prévoit notamment l'éclatement de cette communauté de communes et le rattachement de certaines de ses communes à la communauté de communes du Val marnaysien, d'autres à Grand Besançon Métropole, et deux, enfin, à la communauté de communes Loue-Lison
C'est ainsi que la commune est membre depuis le 1er janvier 2017 de la communauté de communes du Val marnaysien, malgré les souhaits de la commune d'être intégrée à Grand Besançon Métropole,,.

### Liste des maires
Juin 1995 à  mars 2008 Gilbert Leleu Cadre commercial 
| Période                                  | Période   | Identité      | Étiquette | Qualité                                                               |
| ---------------------------------------- | --------- | ------------- | --------- | --------------------------------------------------------------------- |
| Les données manquantes sont à compléter. |           |               |           |                                                                       |
| juin 1995                                | mars 2008 | Gilbert Leleu |           | Cadre commercial                                                      |
| mars 2008                                | juin 2020 | André Ferrer  | DVG       | Professeur de l'enseignement supérieur Réélu pour le mandat 2014-2020 |

## Population et société

### Démographie
L'évolution du nombre d'habitants est connue à travers les recensements de la population effectués dans la commune depuis 1793. Pour les communes de moins de 10 000 habitants, une enquête de recensement portant sur toute la population est réalisée tous les cinq ans, les populations de référence des années intermédiaires étant quant à elles estimées par interpolation ou extrapolation. Pour la commune, le premier recensement exhaustif entrant dans le cadre du nouveau dispositif a été réalisé en 2007.

En 2022, la commune comptait 295 habitants, en évolution de +15,69 % par rapport à 2016 (Doubs : +1,88 %, France hors Mayotte : +2,11 %).
| 1793 | 1800 | 1806 | 1821 | 1831 | 1836 | 1841 | 1846 | 1851 |
| ---- | ---- | ---- | ---- | ---- | ---- | ---- | ---- | ---- |
| 213  | 227  | 227  | 194  | 200  | 213  | 213  | 192  | 192  |

| 1856 | 1861 | 1866 | 1872 | 1876 | 1881 | 1886 | 1891 | 1896 |
| ---- | ---- | ---- | ---- | ---- | ---- | ---- | ---- | ---- |
| 162  | 141  | 144  | 130  | 137  | 120  | 110  | 121  | 113  |

| 1901 | 1906 | 1911 | 1921 | 1926 | 1931 | 1936 | 1946 | 1954 |
| ---- | ---- | ---- | ---- | ---- | ---- | ---- | ---- | ---- |
| 115  | 107  | 113  | 85   | 74   | 78   | 79   | 70   | 90   |

| 1962 | 1968 | 1975 | 1982 | 1990 | 1999 | 2006 | 2007 | 2012 |
| ---- | ---- | ---- | ---- | ---- | ---- | ---- | ---- | ---- |
| 79   | 77   | 109  | 169  | 240  | 236  | 254  | 257  | 256  |

| 2017 | 2022 | - | - | - | - | - | - | - |
| ---- | ---- | - | - | - | - | - | - | - |
| 259  | 295  | - | - | - | - | - | - | - |

### Cultes
L'Église catholique Saint-Féréol-et-Saint-Ferjeux est située dans l'archidiocèse de Besançon et est desservie[Quand ?] par l'Unité Pastorale Pays Saint-Vitois. Le curé est l'abbé Jérôme Boucher[réf. nécessaire].

## Culture locale et patrimoine

### Lieux et monuments
- Église Saint-Féréol-et-Saint-Ferjeux : construite au XVIe siècle, son clocher renferme l'une des plus anciennes cloches XVe siècle du Doubs[13].
- Les fontaines.

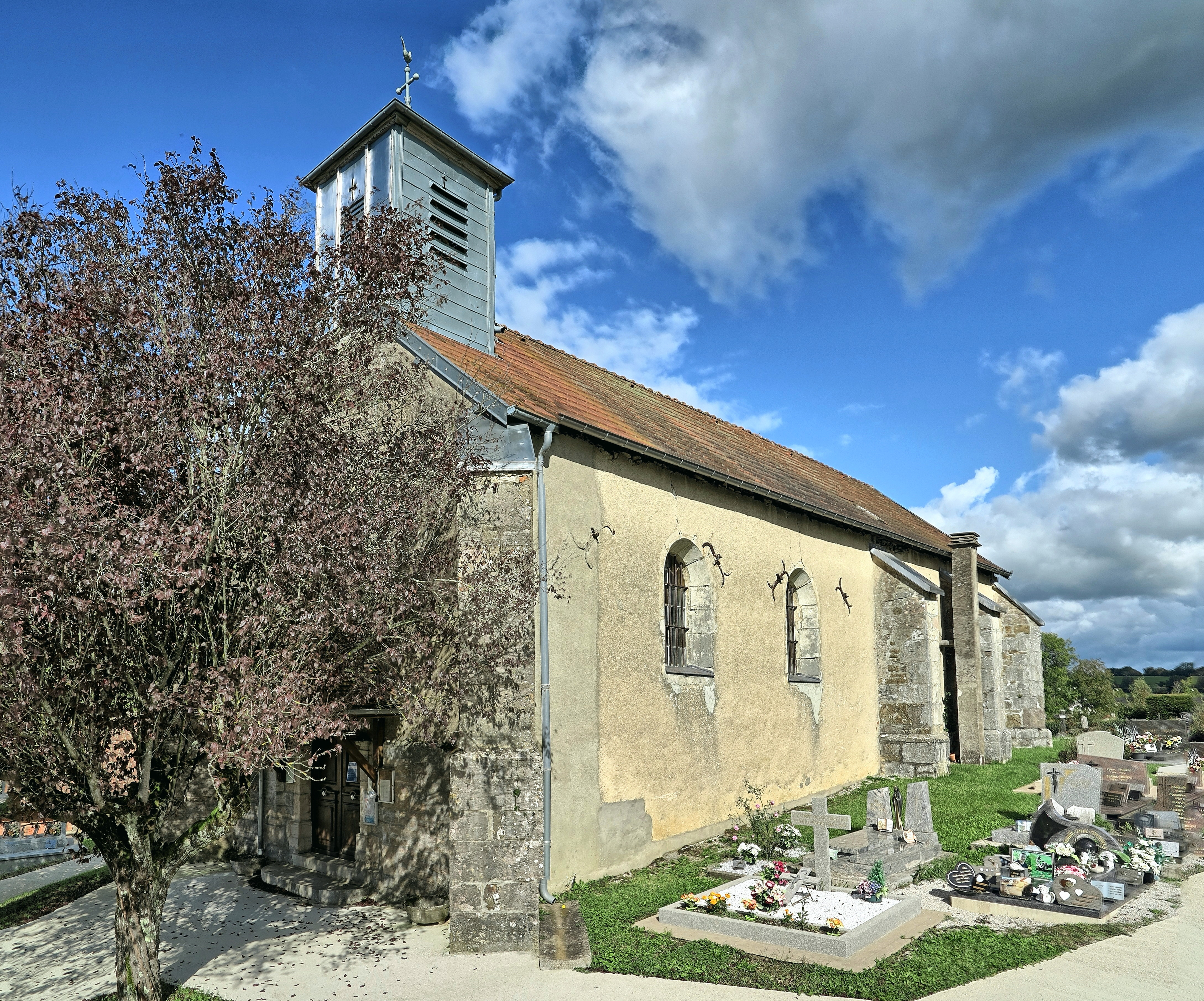
Église Saint-Féréol-et-Saint-Ferjeux.
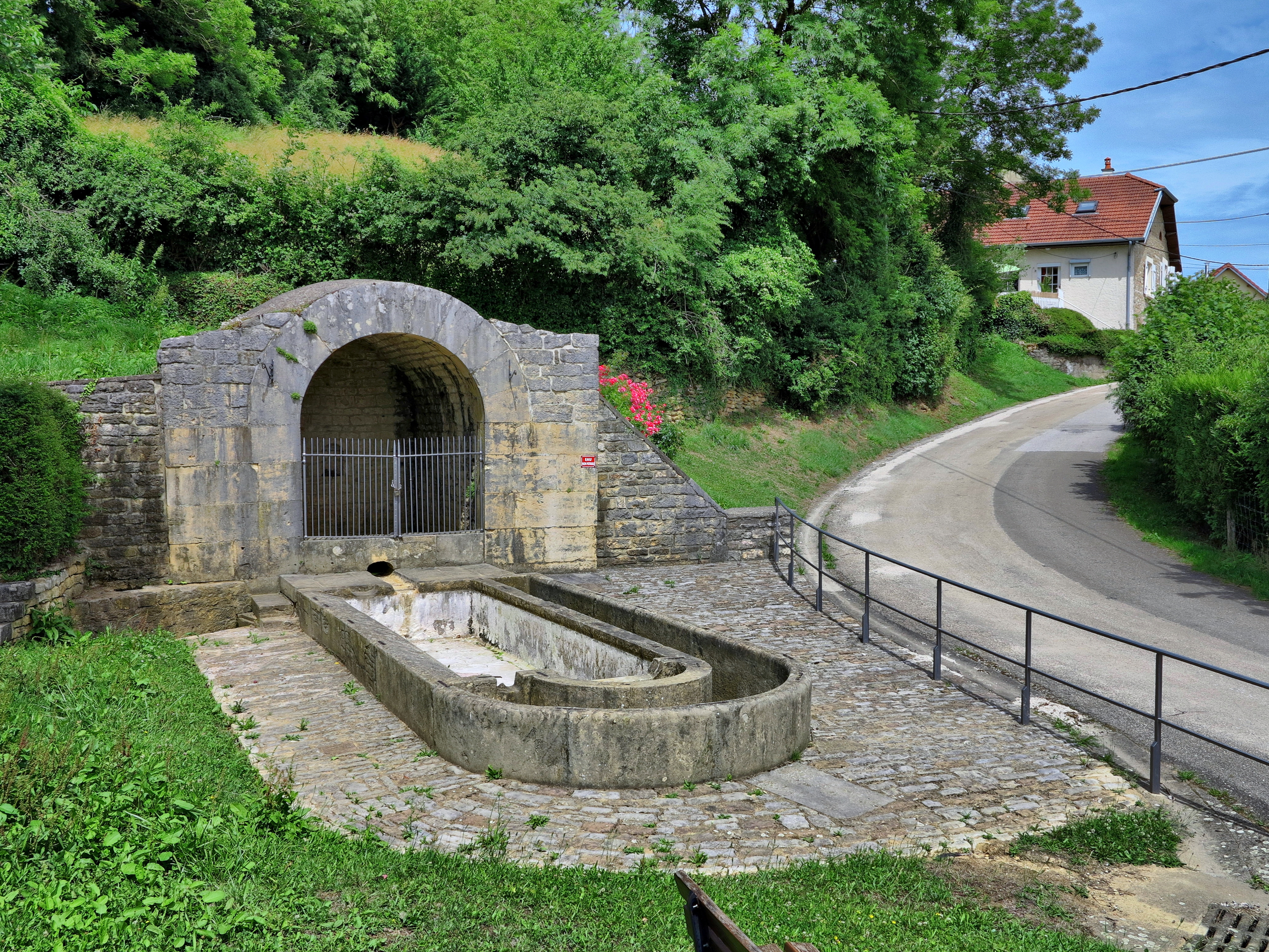
La fontaine chemin de la fontaine.

### Héraldique
| Blason de Villers-Buzon | Blason  | D'argent au sautoir de gueules chargé d'un second sautoir alésé et écoté d'or, à l'écusson d'azur chargé d'un lion d'or brochant en abîme sur le tout. |
| Blason de Villers-Buzon | Détails | Le statut officiel du blason reste à déterminer. |